# 사이토 다케시 (축구 선수)
사이토 다케시(일본어: 斉藤 武志, 1979년 6월 1일 ~ )는 일본의 전 축구 선수이다.

## 구단 경력
과거 몬테디오 야마가타에서 활동하였다.